# Neuroectoderme

schéma d'un neuroectoderme

Le neuroectoderme (ou ectoderme neural) correspond à  l'ectoderme qui a reçu des signaux inhibiteurs des protéine morphogénétique de l'os (BMP) par des protéines telles que noggin ou la chordine. Les cellules ectodermiques n'étant pas exposées au BMP, ne formeront pas de tissu épidermique mais des tissus neuronaux. Ce tissu conduit à la formation et au développement de la totalité du système nerveux.
Le neuroectoderme conduira à la formation de :
- La crête neurale
  - les mélanocytes
  - les ganglions du système nerveux autonome
  - les ganglions spinaux.
  - les cellules de Schwann
  - les cartilages faciaux
  - le septum aortico-pulmonaire
  - le corps ciliaire de l'œil
  - la glande medulosurrénale

- tube neural
  - Le cerveau (rhombencéphale, mésencéphale  et prosencéphale)
  - la moelle épinière et les motoneurones
  - la rétine
  - la Neurohypophyse